# I.S.S.
I.S.S. ist ein Science-Fiction-Thriller von Gabriela Cowperthwaite. Der auf einer internationalen Raumstation spielende Film feierte im Juni 2023 beim Tribeca Film Festival seine Premiere und kam im Januar 2024 in die US-Kinos. Der Kinostart in Deutschland erfolgte im Juli 2024.

## Handlung
Die Astronauten Kira Foster und Christian Campbell sind auf dem Weg zur Internationalen Raumstation. Dort werden sie von Gordon Barrett, einem weiteren Amerikaner, sowie von den russischen Wissenschaftlern Weronika Vetrov, Alexey Pulov und Nicholai Pulov begrüßt. Kira testet, wie die Schwerelosigkeit sich auf die regenerative Medizin auswirkt, passt sich aber nicht so schnell an wie erhofft und muss sich daran gewöhnen, ständig zu schweben. Privatsphäre besteht unter diesen beengten Verhältnissen und mit den geteilten Schlafräumen und Arbeitsplätzen kaum. Trotz der bestehenden Sprachbarriere arbeiten sie als Gruppe so gut es geht zusammen. Als Kira die Umgebung der Station erkundet, sieht sie zuerst eine und dann viele Nuklearbomben-Explosionen auf der Erde. Die gesamte ISS-Besatzung gerät in Panik.
Heimlich werden sie von ihren jeweiligen Ländern über einen Krieg auf der Erde informiert. Sie sollen mit allen Mitteln die Kontrolle über die Station übernehmen. Als der gesamte Planet in Flammen steht, erkennen sie, dass sie zusammenarbeiten müssen, wenn sie zur Erde und zu ihren Familien zurückkehren wollen. Dies gelingt jedoch nicht und es kommt zu tödlichen Konflikten auf der Station, was nur zwei der sechs Raumfahrer überleben. Sie entscheiden sich, ohne Rückmeldung an ihre jeweiligen Bodenstationen auf eigene Faust auf die Erde zurückzukehren, um Forschungsergebnisse über die Strahlenkrankheit dorthin zu bringen, ohne sie in die Hände einer der kriegführenden Mächte geraten zu lassen, damit nicht nur eine Seite, sondern die gesamte Menschheit davon profitieren kann.

## Produktion

### Filmstab, Besetzung  und Dreharbeiten
Regie führte Gabriela Cowperthwaite. Das Drehbuch schrieb Nick Shafir. Dieses landete im Jahr 2020 auf der Black List der besten unverfilmten Ideen Hollywoods.
Die Hauptrollen übernahmen Chris Messina und Ariana DeBose. Sie spielen Gordon Barrett und Dr. Kira Foster. John Gallagher Jr. ist in der Rolle des dritten US-Astronauten Christian Campbell zu sehen. Der dänische Schauspieler Pilou Asbæk übernahm die Rolle von Alexey Pulov. Der australisch-russische Schauspieler Costa Ronin, vor allem durch die Rolle des Oleg Burov aus der Serie The Americans bekannt, spielt Nicholai Pulov, und die Russin Masha Mashkova das Stationsmitglied Weronika Vetrov.
Die Dreharbeiten fanden ab Februar 2021 in einem Studio in Wilmington in North Carolina statt. Als Kameramann fungierte Nick Remy Matthews, der zuletzt unter anderem für den Film Hotel Mumbai von Anthony Maras, das Filmdrama The Chaperone von Michael Engler und den Action-Thriller SAS: Red Notice von Magnus Martens tätig war.

### Filmmusik, Marketing und Veröffentlichung
Die Filmmusik komponierte die in London lebende Kanadierin Anne Nikitin.
Die Premiere des Films erfolgte am 12. Juni 2023 beim Tribeca Film Festival. Anfang September 2023 wurde er beim Festival des amerikanischen Films in Deauville im Hauptwettbewerb vorgestellt. Der erste Trailer, der mit der Melodie der Rockballade Wind of Change der Band Scorpions unterlegt ist, wurde Anfang Dezember 2023 veröffentlicht. Der Kinostart in den USA erfolgte am 19. Januar 2024. Am 18. Juli 2024 kam der Film in die deutschen Kinos.

## Rezeption

### Altersfreigabe und Kritiken
In den USA erhielt der Film von der MPAA ein R-Rating, was einer Freigabe ab 17 Jahren entspricht. In Deutschland wurde der Film von der FSK bereits ab 12 Jahren freigegeben.
Von den bei Rotten Tomatoes aufgeführten Kritiken sind 60 Prozent positiv bei einer durchschnittlichen Bewertung mit 6,0 von 10 möglichen Punkten.
Jonathan Vargas schreibt auf loudandclearreviews.com, er glaube, dass I.S.S. in diesen Zeiten und angesichts der aktuellen globalen Krise in die Russland verwickelt ist, viel Gutes bewirken könne. Auch wenn die Produktion bereits vor dem Beginn des russischen Angriffskrieges auf die Ukraine abgeschlossen wurde, wirke dieser Film äußerst relevant und politisch fokussiert. Ähnlich fokussiert verhielten sich die Wissenschaftler an Bord der ISS, die wissen, dass sie ignorieren müssen, was auch immer auf der Erde passiert, und sich auf den Ort konzentrieren müssen, an dem sie sich gerade befinden.

### Auszeichnungen
Australian Cinematographers Society Awards 2023
- Auszeichnung mit dem SA & WA Gold Award – Cinema (Nick Remy Matthews)

Festival des amerikanischen Films 2023
- Nominierung im Hauptwettbewerb[12]